# Coelopencyrtus mauiensis
Coelopencyrtus mauiensis är en stekelart som beskrevs av Timberlake 1922. Coelopencyrtus mauiensis ingår i släktet Coelopencyrtus och familjen sköldlussteklar. Inga underarter finns listade i Catalogue of Life.